# Enderal: The Shards of Order
Enderal: The Shards of Order è una mod di total conversion del gioco The Elder Scrolls V: Skyrim di Bethesda Softworks sviluppata dal gruppo Tedesco SureAI, che ha richiesto oltre cinque anni di sviluppo.
Il gioco è disponibile per il download gratuito dal 3 luglio 2016 in Germania, e successivamente ne è stata pubblicata la traduzione in inglese alla data dell'14 agosto 2016. Dal 15 marzo 2018 è disponibile la traduzione ufficiale in italiano, direttamente scaricabile dal sito della SureAI.
Il giorno 2 dicembre 2016 il gioco ha vinto il premio come Migliore Creazione dei Fan ai Game Awards 2016.
Dal 14 febbraio 2019, sul sito di Steam è gratuitamente scaricabile nelle lingue tedesca ed inglese il nuovo DLC: Forgotten Stories, che espande ulteriormente l'esperienza di gioco.

## Universo

### Scenario
Situato all'estremità nord-orientale del mondo di Vyn, il continente di Enderal è suddiviso in tredici regioni distinte, differenziate per varietà di paesaggio, clima, insediamenti abitativi e popolazione. La capitale, Ark, che è anche capoluogo dell'omonima regione, è l'unica grande città e si trova al centro della mappa, circondata a sud dal mare, a nord e a ovest da una regione densamente boscosa e ad est da una catena montuosa innevata che la separa dalle regioni orientali. La città è suddivisa in otto distretti, che comprendono i Quartieri Nobile, Meridionale, del Castello, del Mercato, degli Stranieri, il Porto, la Città Sotterranea e il Quartiere del Tempio, dove sorge il Tempio del Sole, sede principale del culto di Malfas, la divinità adorata a Enderal (uno dei 'Nova-Luce', i sette personaggi semi-divini la cui storia viene sviluppata nel gioco precedente, Nehrim), e del Sacro Ordine, un ordine religioso guerriero che ha il compito di difendere la religione in tutto il mondo di Vyn.
A sud-ovest vi è la regione della Costa del Sole, dal clima temperato, con un paesaggio lussureggiante, variopinto di colori vivaci data l'estrema quantità di piante e fiori, mentre a nord per quasi un terzo della mappa si trova una regione montuosa perennemente innevata, con un clima rigido e frequenti tempeste di neve (similmente al clima predominante in Skyrim). All'estremità sud-orientale del continente c'è il Deserto di Polvere, dal clima prevalentemente arido, con un paesaggio costantemente battuto da tempeste di sabbia. A nord del deserto, superata una regione dal clima tropicale, si trova la regione di Thalgard, che è stata devastata da un catastrofico evento di natura magica (similmente a quanto accaduto alla regione di Treomar in Nehrim), e la cui aria è pervasa da una nebbia tossica che spinge alla pazzia chi vi si avventura senza un'adeguata protezione magica. In alcune zone, sparse in vari punti, esistono anche delle aree fortemente contaminate a livello magico, con un paesaggio spettrale, e chi vi si aggira senza una seria preparazione può incontrare delle creature mostruose di livello anche molto superiore a quello del giocatore.
La fauna rispecchia la varietà climatica delle regioni, con un'estrema differenziazione delle specie, sia comuni (lupi, orsi, volpi, cavalli, leoni, tigri, uccelli, pesci), che mostruose o magiche (troll, scorpioni giganti, ragni e granchi giganti, alcune specie simili ai dinosauri, draghi).
Quanto agli NPC, quelli con cui è possibile interagire in modo amichevole si trovano prevalentemente nella capitale e nei pochi insediamenti sparsi nelle varie regioni (anche se può capitare di incontrarne anche in luoghi isolati e sperduti), mentre all'esterno della città e dei villaggi sono sparsi un po' ovunque dei personaggi aggressivi e violenti, rendendo il viaggio a piedi o a cavallo assai pericoloso, tenuto conto anche del fatto che, come in Nehrim, non esiste alcun livellamento dei nemici basato sul livello del giocatore e ogni regione ha un diverso grado di pericolosità da affrontare e di difficoltà da superare.

### Trama
Uno degli elementi che maggiormente caratterizzano la trama del gioco è la presenza, in vari momenti, di vere e proprie sequenze di scene di livello quasi cinematografico, in cui il giocatore può interagire solo con alcuni oggetti o personaggi, ma che hanno una basilare importanza in relazione al proseguimento della storia. Vi sono scene in cui il clima apparentemente tranquillo e sereno viene gradatamente sopraffatto e sostituito da un crescendo di drammaticità che giunge fino al parossismo, caratterizzando una delle principali basi portanti dell'intera trama: la storia personale del protagonista del gioco.
In realtà, queste scene si rivelano successivamente come una serie di sogni e visioni che il protagonista ha in vari momenti del gioco, e che hanno un'importanza fondamentale nell'influenzarlo a compiere alcune scelte anziché altre. Il gioco, infatti, presenta momenti in cui il giocatore è obbligato a lasciar accadere alcuni eventi senza poterli evitare o cambiare, anche se comunque alla fine al protagonista resta sempre la possibilità di compiere delle scelte; si rivela pertanto necessaria una riflessione costante sui segnali percepiti dal giocatore per comprendere quanto essi siano reali o immaginari, veri o falsi, in quale direzione vogliano spingerlo, se tale direzione sia quella giusta, e in base a quali criteri sia possibile definirla giusta. A questo riguardo, l'interazione con alcuni dei personaggi principali (con cui è anche possibile intrecciare una relazione affettiva) si rivela fondamentale nel fornire numerosi elementi di valutazione e spunti di riflessione che possono aiutare a comprendere il significato e la portata di tali segnali.
La trama principale, articolata in sei atti, più che spingere il giocatore a percorrere l'intera mappa di gioco (come accadeva in Nehrim), è studiata per costringerlo a confrontarsi con le problematiche interiori e le questioni filosofiche che sono alla base dell'intera storia di Enderal, portandolo gradatamente a scoprire il reale significato di una minaccia che, fin dai primi momenti del gioco, si profila all'orizzonte come in grado di distruggere l'umanità intera. Anche qui, come in Nehrim, il protagonista si trova al centro di disegni e progetti contrastanti, che mirano a manipolarlo, usandolo come strumento per il raggiungimento dei loro scopi. Solo che qui, a differenza del gioco precedente, non tutti coloro che cercano di manipolarlo sono esseri umani. Vi sono anche altre presenze misteriose, che apparentemente costituiscono la principale minaccia nella storia, e che hanno il potere di influenzare tutti i protagonisti per spingerli a compiere le azioni che portano alla realizzazione dei loro piani. Sta al protagonista cercare di impedire questa realizzazione, o di modificarne l'esito, compiendo delle scelte, sempre comunque controverse e combattute, che comportano l'accettazione di sacrifici anche estremi, ma che possono portare ad una conclusione non scontata della vicenda.

### Razze
In Enderal si trovano numerose razze originarie di paesi e continenti diversi, ma solamente quattro sono giocabili.
Giocabili
- Half Aeterna, più o meno l'equivalente dei Mezzelfi nella mitologia fantastica. Originari del continente di Myar Aranath, situato all'estremità nord-occidentale del mondo di Vyn, sono stati costretti a fuggire dopo che le continue guerre hanno distrutto il loro paese. Hanno trovato rifugio in diversi continenti, ma essendo particolarmente dotati per la magia, in alcuni luoghi (come a Nehrim) sono stati a lungo perseguitati a causa di essa. A Enderal sono accettati senza problemi. Molti di loro sono anche dotati per la musica, e vivono come bardi itineranti.
- Half Arazealean, provenienti dall'arido e stepposo continente di Arazeal, situato all'estremità sud-orientale di Vyn, sono un popolo selvaggio e di abitudini semi-nomadi che vivono in comunità di tipo tribale. Per il loro stile di vita selvaggio vengono disprezzati dai popoli più civilizzati e molti di loro lavorano come mercenari, essendo naturalmente dotati di notevole forza e possedendo grandi capacità combattive. Sono un popolo sostanzialmente diviso in due: mentre gli abitanti delle steppe all'interno mantengono le loro abitudini e usanze tradizionali, coloro che vivono sulla costa li considerano dei selvaggi e cercano di integrarsi nel mondo civilizzato.
- Half Kilénian, originari delle isole della Cintura di Kilé, all'estremità sud-occidentale di Vyn, vivono appartati e vengono considerati isolazionisti e di mente ristretta. In realtà sono molto portati per il commercio e gli affari, e la "Coalizione dell'Isola Blu", da loro fondata, con sede a Kilé, è la più grande e importante società commerciale di Vyn.
- Half Qyranian, provenienti dal continente desertico di Qyra, situato ad est di Nehrim, ritenuto spoglio e inospitale. In realtà, esso è anche considerato la culla della scienza, del misticismo, dell'arte e della cultura. Le opinioni sugli abitanti di Qyra sono divise: vengono ammirati per la loro cultura avanzata, ma molti, specie a Enderal, li ritengono eretici e immorali, a causa della loro usanza di vivere insieme, uomini e donne, in promiscuità, in gruppi sociali denominati "circoli", occupandosi comunitariamente dell'educazione dei figli.

Non-giocabili
- Aeterna, equivalenti agli Elfi della tradizionale mitologia fantastica.
- Arazealean, che vivono nel continente di Arazeal, simili alla razza dei Nord di Skyrim.
- Endralean, gli abitanti autoctoni di Enderal, simili alla razza degli Imperiali di Skyrim e agli Alemanni di Nehrim.
- Kilénian, gli abitanti di Kilé, simili alla razza dei Bretoni di Skyrim.
- Qyraner, gli abitanti di Qyra, simili alla razza dei Redguard di Skyrim.
- Skaragg, che vivono principalmente nelle Isole Skaragg, a sud di Arktwend e ad est della Cintura di Kilè, conosciuti come un popolo selvaggio e indomabile che pratica lo sciamanesimo e vive diviso in tribù costantemente in guerra tra loro.
- Starling, equivalenti ai Nani della tradizionale mitologia fantastica, quantunque non nell'apparenza fisica. Sono simili alla razza dei Bosmer di Skyrim.

## Sviluppo e modalità di gioco
Proseguendo per la strada già iniziata con Nehrim, gli sviluppatori della SureAI hanno creato un gioco che, pur utilizzando il motore grafico di Skyrim, si differenzia profondamente da esso per molti aspetti. In Enderal, si è tentato di fondere insieme lo stile di gioco open world, in cui il giocatore può muoversi liberamente per tutta la mappa, decidendo se compiere o meno le missioni affidategli e dedicandosi alternativamente ad attività di vario tipo, come l'arredamento di una casa (housing), la forgiatura di armi e armature (crafting), la creazione di pozioni magiche (alchimia), l'incantamento di oggetti o anche semplicemente viaggiare per conoscere nuovi posti, con uno stile di gioco più vincolato ad una storia profonda e complessa dai risvolti emotivi, psicologici e filosofici coinvolgenti (story-driven). Relativamente a quest'ultimo stile, molti personaggi sono stati approfonditi nei minimi dettagli, fornendo loro una storia densa di spessore e un carattere pieno di sfumature, consentendo pertanto al giocatore di avere con loro delle relazioni emotivamente forti. A questo proposito, i dialoghi e le discussioni su tematiche sentimentali, psicologiche e filosofiche hanno un rilievo notevole nella struttura del gioco, risultando quasi preponderanti nel bilanciamento rispetto ad altri elementi più legati all'azione.
Un altro degli aspetti più importanti è l'eliminazione totale del livellamento della difficoltà di gioco e dei nemici basato sul livello raggiunto dal giocatore. In Enderal non esistono aree in cui l'asprezza dei combattimenti si adatta alle abilità del giocatore; tutta la mappa di gioco è suddivisa in zone, ognuna delle quali ha un livello fisso di difficoltà. La capacità di superare più o meno le suddette difficoltà dipende interamente dal livello raggiunto dal giocatore, dalle sue abilità acquisite, nonché dall'efficiente utilizzo delle combinazioni tra varie tecniche di difesa e combattimento, magiche e non. Quello che conta perciò, è la capacità del giocatore di adattarsi alla realtà che lo circonda, evitando situazioni che non è ancora in grado di affrontare con successo, e scegliendo con cura le abilità da sviluppare maggiormente, in base al proprio personale stile di gioco.
Altra fondamentale differenza rispetto a Skyrim è l'abbandono totale del sistema di aumento delle abilità basato sulla ripetizione delle azioni ad esse collegate (learning by doing). In Enderal il sistema dei punti esperienza già utilizzato in Nehrim è stato implementato con qualche modifica, eliminando gli istruttori e sostituendoli con dei libri la cui lettura aumenta, generalmente di un punto, l'abilità ad essi collegata (skill books)
Un ulteriore elemento importante è la modifica del sistema di trasporto, con l'eliminazione delle rune di teletrasporto presenti in Nehrim e l'inserimento di un sistema molto simile a quello dei silt strider presenti in Morrowind: l'utilizzo di animali volanti (i myrad) che teletrasportano il giocatore tra varie stazioni (le torri dei myrad) del continente.
Infine, come per Nehrim, il mondo di Vyn in cui è ambientato il gioco, costituisce un universo completamente differente da quello della serie The Elder Scrolls, con le sue proprie razze, storie, tradizioni e leggende.

## Giudizi della critica
Il giudizio della critica videoludica è stato prevalentemente positivo, giungendo in molti casi al limite dell'entusiasmo. Il confronto con Skyrim ha evidenziato le differenze rispetto al gioco originale della Bethesda Softworks, rilevandone i punti di forza ma anche evidenziandone le carenze, causate per lo più dal venir meno di alcuni sviluppatori durante la produzione del gioco, il che ha costretto la SureAI a tagliare intere parti, contenenti delle missioni secondarie molto articolate, e a focalizzarsi quasi esclusivamente sulla missione principale.
In alcune interviste, tuttavia, alcuni membri del gruppo hanno confermato l'intenzione di continuare lo sviluppo del gioco, con la correzione degli errori, il miglioramento di alcuni aspetti come la forgiatura, l'incantamento, il bilanciamento dei poteri magici, l'inserimento di nuove combinazioni multiple di abilità, l'aggiunta di nuove missioni secondarie e l'inserimento di un ulteriore finale alternativo che rimanga però coerente con la storia principale. In particolare, è stato comunicato che la SureAI sta progettando di mettere a disposizione per il download un vero e proprio DLC: Forgotten Stories, per espandere ulteriormente l'esperienza di gioco.
Il giorno 2 dicembre 2016 il gioco ha vinto il premio come Migliore Creazione dei Fan ai Game Awards 2016, anche se l'evento non ha mancato di generare un iniziale senso di frustrazione nel gruppo degli sviluppatori, in quanto la vittoria non è stata annunciata durante la cerimonia di conferimento dei premi, ma solo confermata successivamente.